# Violoncello piccolo
A violoncello piccolo a cselló és a viola pomposa kombinálása. Méretre egy kisebb öthúros csellónak felel meg, és a hangolása C-G-d-á-é'. Létezett négyhúros változat is, ahol nem szerepelt a C húr.
A név Johann Sebastian Bachtól ered, aki ezen a néven jelezte ezt a hangszert a kora lipcsei kantátáiban. A rá íródott zene általában magasabb a csellóénál, és kiaknázza az üres É húr adta lehetőséget. Kávamagassága 9–11 cm.
Ugyan azonos a hangolása a viola pomposával, de míg az mozgékony basszusszólamok megszólaltatására alkalmas, addig ez egy láb között tartható szólóhangszer. Valószínűleg nem volt ritka a hegedűművek ilyen jellegű előadása sem.